# Geta (chausses)
Pour les articles homonymes, voir Geta.
Pour l’article ayant un titre homophone, voir Guetta.
 (octobre 2023).
Si vous disposez d'ouvrages ou d'articles de référence ou si vous connaissez des sites web de qualité traitant du thème abordé ici, merci de compléter l'article en donnant les références utiles à sa vérifiabilité et en les liant à la section « Notes et références ».

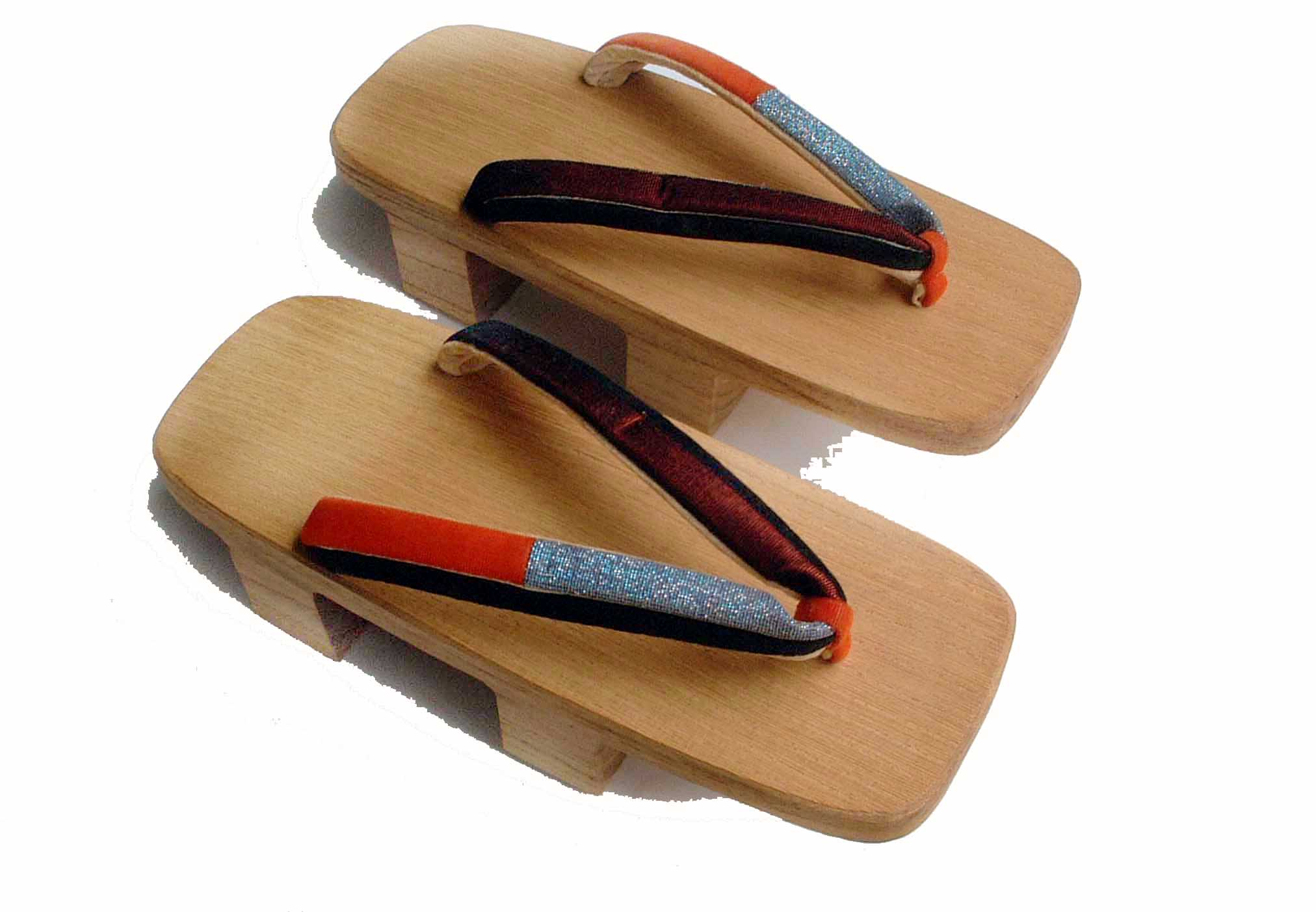
Geta plein bois, vue du hanao.

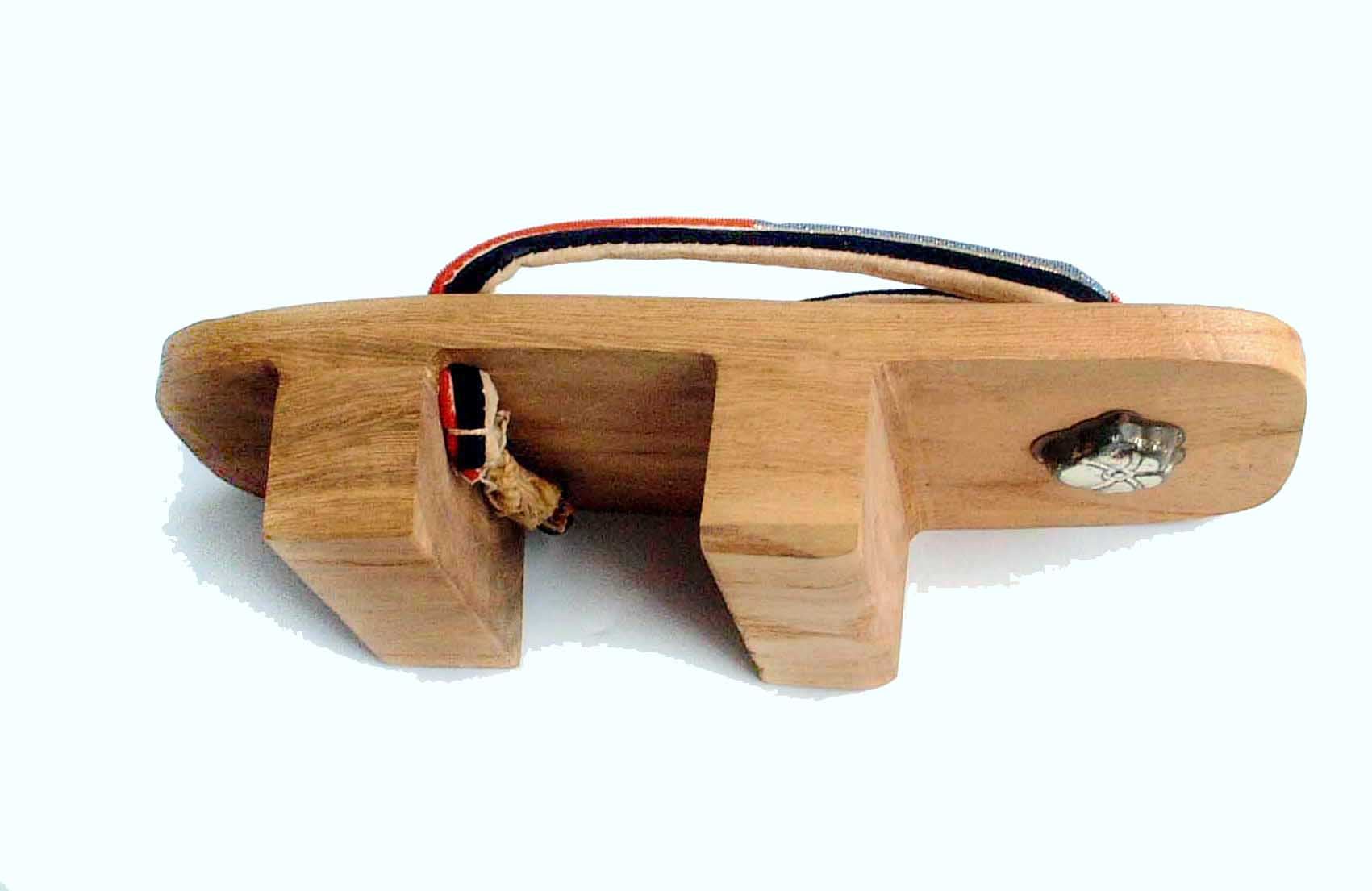
Geta plein bois, vue des ha.

Les geta (下駄) sont les chaussures traditionnelles du Japon. Bien que plus rares aujourd'hui, elles sont encore portées avec des vêtements comme les yukata (kimono léger d'été), mais aussi avec des vêtements occidentaux et surtout lors des festivals.

## Présentation
Les geta possèdent énormément de formes et donc d'appellations dérivées. Elles sont composées du corps (dai), d'une lanière (hanao) et peuvent ou non avoir des dents (ha) qui varient en nombre et en hauteur. Les plus connues sont celles en bois possédant deux ha. Leur bruit sur le sol est très caractéristique. Ces chaussures se portent pieds nus ou avec des tabi (chaussettes japonaises). Il faut également savoir que les geta sont très bonnes pour le dos et la posture et que la manière de les porter « à la japonaise » demande que le talon dépasse légèrement.

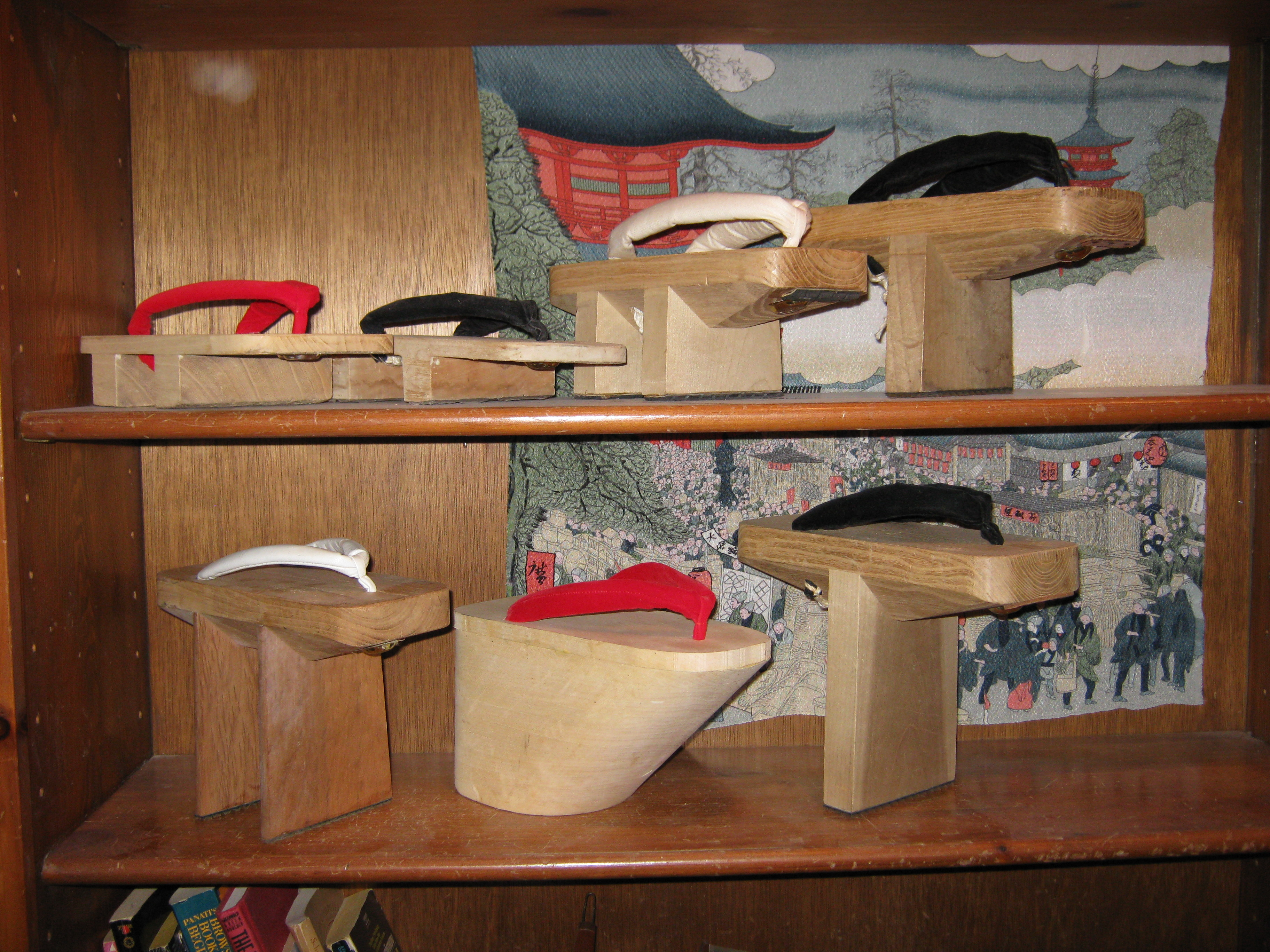
En haut, de gauche à droite : deux geta en plein bois, bankara geta, tengu geta basse. En bas : ashida geta, okobo, tengu geta haute.

## Matières et formes
Le détail de la forme et de la matière des différents éléments peut varier considérablement.
Ainsi, les geta paysannes sont en bois brut de paulownia (kiri), la lanière en chanvre, avec des ha assez basses afin de ne pas risquer de s'enfoncer dans la boue des chemins. À l'opposé, les geta des geishas sont en laque et en bois de saule avec une lanière en soie.
La geta peut également posséder une semelle en matière plastique dans sa forme moderne et pratique dont la texture imite celle des sandales de paille de riz (setta) ou en bois. Elles peuvent être agrémentées de laque, de motif, de jonc sur le dessus et même de clochettes (suzu). L'avant de la lanière qui dépasse sur le dessous de la geta est souvent caché par une fleur de métal clouée.
Les différentes formes qui répondent au nom de geta incluent :
- geta (à deux dents) : c'est le style de base de geta (pour les hommes majoritairement). Ce style de geta n'a pas changé depuis les temps anciens, et même maintenant il est encore très populaire au Japon. Le nom geta définit généralement celle à deux ha faite d'une seule pièce de bois, donc avec des dents non encastrables et par conséquent non changeables. Il existe également une version pour la pluie (ama geta) qui se pare de laque et d'un couvre-orteils. Le dessous de toutes les geta peut rester en bois ou recevoir un morceau de caoutchouc pour ne pas glisser et même des crampons pour la neige ;
- tengu geta (ou ippon geta / ippon ba geta) : ippon signifiant 1, cette geta ne possède qu'une dent centrale qui peut être renforcée par deux autres morceaux de bois. Il n y a pas beaucoup d'explications sur ces geta. Leur nom vient du fait qu'elles sont portées par les tengu (dieux mineurs au long nez) dans la mythologie japonaise ; ces dieux vivant dans les montagnes utilisent ce type de chaussures. Elles ont récemment connues un regain d'intérêt grâce à un grand maître des arts martiaux qui les conseille pour la pratique de ces sports (il peut également y avoir une demi-geta, de sorte que le dai ne fasse que la moitié d'une geta normale et permettre de travailler différemment son équilibre) ;
- mitsu-ashi geta (ou oiran geta) : les geta à trois dents sont en général en laque noire et on ne les voit que lors des festivals. Il existe des modèles pour hommes à trois dents fines et hautes mais cela est rarissime et sans histoire particulière (sûrement une variante de la geta à deux dents très hautes et très fines, les ashida geta, qui sont portées par les hommes travaillant sur les sols jonchés de déchets de poissons). Ces geta sont extrêmement rares car elles demandent une démarche particulièrement lente (comme une danse). Seules les oiran (ou tayu, courtisanes de premier ordre) les portaient occasionnellement ;
- bankara geta (ou gakusei geta) : la geta des étudiants. Les dents sont plus hautes et surtout on peut les remplacer lorsqu'elles sont usées, contrairement aux geta traditionnelles faites d'un seul morceau de bois ; de plus, la forme du dessous du dai n'est pas plate ;
- senryou-geta : généralement, la plupart des Japonais appellent ce style de geta, avec l'avant coupe oblique sur le dessous, senryou-geta[note 1]. La senryou geta possède une variante se nommant la menkoi geta, qui est essentiellement pour les enfants et est très appréciée comme cadeau de naissance. Le mot menkoi fait partie du dialecte du nord de Honshu et signifie la même chose que kawaii (mignon) ; c'est une geta plus ronde et plus large ;
- okobo et pokkuri : bien que les okobo soient particuliers, ils appartiennent à la famille des geta. Okobo, aussi appelés pokkuri, bokkuri ou koppori geta, du bruit fait en marchant, sont des sandales en bois portées par les maiko (apprenties geisha) lors de leur apprentissage. Les okobo sont très grands et permettent de préserver les kimonos qui sont très coûteux de toute salissure faite en marchant. Généralement fabriqués à partir d'un bloc de bois de saule ou de paulownia, l'intérieur est creusé et peut être agrémenté d'une clochette. Les okobo des maiko sont de bois brut, agrémentées de lanières de soie dont les couleurs représentent le statut (rouges pour les apprenties, jaunes, bleues ou roses pour les confirmées). En été, ces okobo se portent laquées de noir (avec souvent l'intérieur rouge). Les pokkuri sont habituellement pour les enfants et très décorés (grue, fleurs, etc.).

Les geta japonaises ont beaucoup évolué avec le temps pour arriver aujourd'hui à des formes plus modernes et plus occidentales (ukon geta).